# 莱斯利·哈利
莱斯利·哈利（英語：Leslie Harley，1912年10月26日—1987年12月18日），澳大利亚男子拳击运动员。他曾代表澳大利亚参加1938年大英帝国运动会拳击比赛，获得男子91公斤以上级铜牌。